# Ângulo de fase
O termo ângulo de fase pode refere-se a:
- No contexto de vetores, refere-se ao componente angular da representação coordenada polar.
- Em fenômenos periódicos, tais como ondas, é sinônimo com fase.